# Barranc de Cor-de-roure
El Barranc de Cor-de-roure és un torrent afluent per la dreta del Riu Negre, al Solsonès.

## Descripció
De direcció predominant O-E, s'escola per l'altiplà solsoní al llarg de prop de 3,5 km. fets íntegrament pel terme municipal de Solsona si bé en l'últim tram fa de frontera amb el terme municipal d'Olius.
Neix a la Costa de Vilafranca, a 878 msnm i desemboca al Riu Negre a 628 msnm a poc més de 250 m. a ponent de la masia de Cal Violí, 2,5 km aigües avall del Pont de Solsona.

## Termes municipals que travessa
Des del seu naixement, el Barranc de Cor-de-roure passa successivament pels següents termes municipals.
|                                        | Longitud (en m.) | % del recorregut |
| -------------------------------------- | ---------------- | ---------------- |
| Per l'interior del municipi de Solsona | 2.936            | 84,1%            |
| Fent de frontera entre Olius i Solsona | 554              | 15,9%            |

## Perfil del seu curs
| Recorregut (en m.) | Altitud (en m.) | Pendent |
| ------------------ | --------------- | ------- |
| 0                  | 878             | -       |
| 250                | 780             | 39,2%   |
| 500                | 726             | 21,6%   |
| 750                | 724             | 0,8%    |
| 1.000              | 707             | 6,8%    |
| 1.250              | 694             | 5,2%    |
| 1.500              | 687             | 2,8%    |
| 1.750              | 680             | 2,8%    |
| 2.000              | 676             | 1,6%    |
| 2.250              | 667             | 3,6%    |
| 2.500              | 658             | 5,6%    |
| 2.750              | 649             | 3,6%    |
| 3.000              | 642             | 2,8%    |
| 3.250              | 634             | 3,2%    |
| 3.490              | 628             | 2,4%    |

## Xarxa hidrogràfica
La xarxa hidrogràfica del Barranc de Cor-de-roure està integrada per un total de 24 cursos fluvials dels quals 11 són subsidiaris de 1r nivell, 10 més ho són de 2n nivell i 2 ho són de 3r nivell. La totalitat de la xarxa suma una longitud de 9.996 m.